# Yersinia pestis
Yersinia pestis je gramnegativna fakultativno anaerobna bakterija iz rodu jersinij. Bakterija je obarvana na obeh polih. Spada v družino enterobakterij.
Yersinia pestis je povzročiteljica kuge (bubonske, pljučne in septikemične); bolezen je skozi človeško zgodovino izbruhnila v več epidemijah, za katere je bila značilna visoka smrtnost. 
Leta 1894 jo je med epidemijo v Hong Kongu odkril švicarsko-francoski zdravnik in bakteriolog Alexandre Yersin. Po odkritelju je dobil ime rod teh bakterij.